# Muhammad Ali Muin
Muhammad Ali Muin, född 1774, död 1842, var en indisk monark. Han var regerande nawab av Awadh (kung av Oudh) mellan 1837 och 1842.
Han kunde efterträda sin förgiftade brorson med brittiskt stöd sedan de förhindrat prins Munna Jan att bestiga tronen. 